# Ligne 15 du métro de Paris
Pour les articles homonymes, voir Ligne 15.
La ligne 15 du métro de Paris est une ligne en construction du réseau métropolitain de Paris. Longue de 75 km et devant desservir 36 stations, elle constitue l'élément central du projet global du Grand Paris Express.
Conçue sous forme d'une ligne ferrée souterraine de capacité équivalente, voire supérieure à celle du métro parisien, elle constituera une nouvelle rocade qui desservira et reliera les trois départements de Petite couronne (Hauts-de-Seine, Seine-Saint-Denis et Val-de-Marne) sans transiter par Paris, évitant ainsi certains changements de station.
Le projet vise à réaliser une boucle ferroviaire autour de Paris, à l'intérieur du périmètre de la ligne de Grande ceinture, en passant par les communes intermédiaires.
Son achèvement est prévu pour 2031,.
Cette ligne devrait porter le numéro 15 du réseau métropolitain d'Île-de-France.

Plan de la ligne.

## Histoire
La configuration de la ligne 15 est très proche de celle de la ligne Métrophérique proposée en 2006 par la RATP. La ligne a été reprise par la suite dans le projet de ligne rouge du réseau de transports publics du Grand Paris, présenté par le président de la République Nicolas Sarkozy en 2009. En mars 2013, le « Nouveau Grand Paris » est annoncé par le Premier ministre Jean-Marc Ayrault. La ligne porte alors désormais le numéro 15.
À partir du 28 août 2013, des réunions trimestrielles du comité de pilotage du Nouveau Grand Paris sont lancées. La première enquête publique, sur la section sud de Pont de Sèvres à Noisy - Champs, est organisée du 7 octobre au 18 novembre 2013.

### Calendrier de mise en œuvre

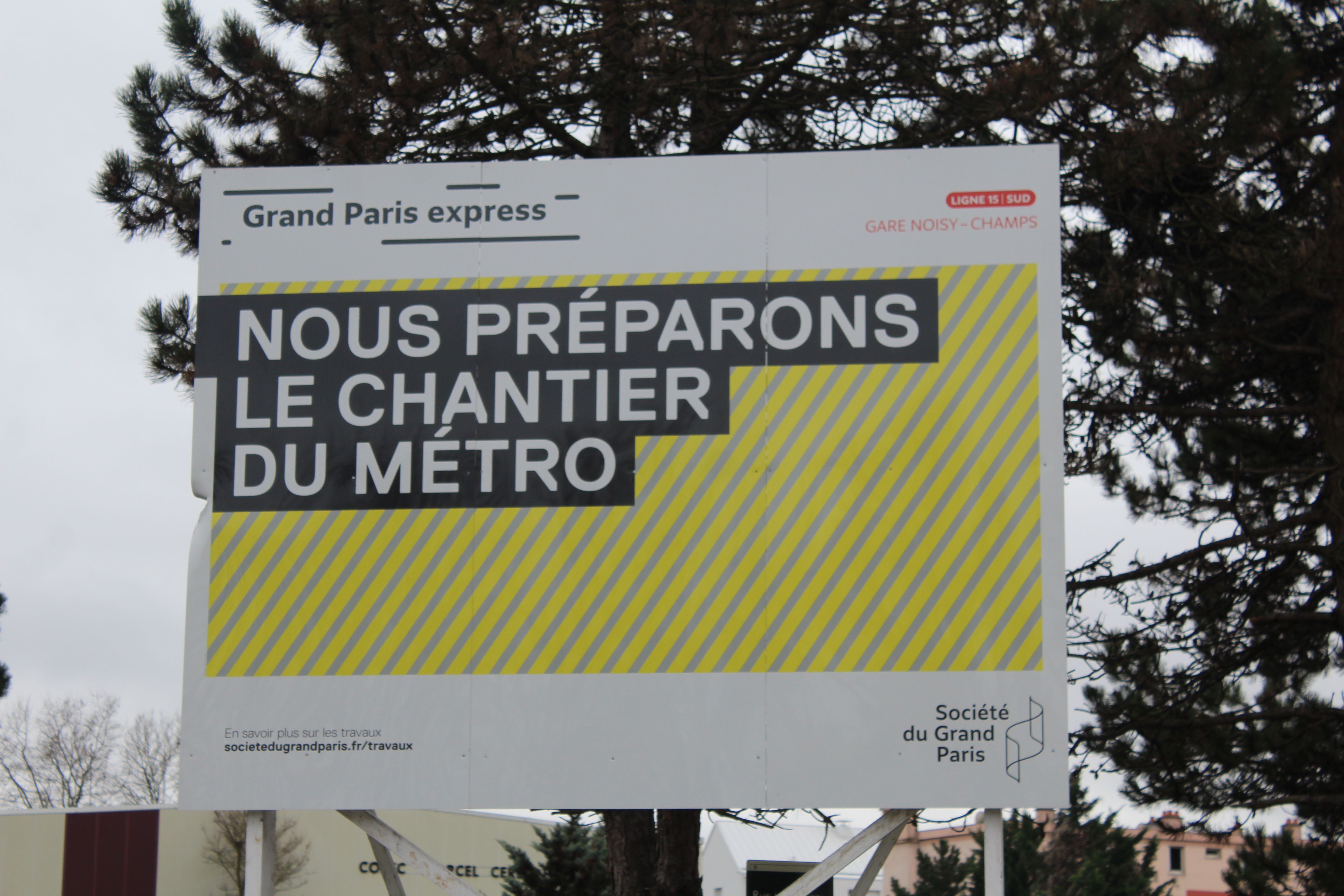
Panneau annonçant le chantier de la section sud à Noisy-le-Grand.

Depuis la fin du débat public sur le schéma d’ensemble du réseau de transport public du Grand Paris incluant la ligne 15 le 31 janvier 2011, le calendrier de mise en œuvre de la ligne a été modifié à de nombreuses reprises.

#### Calendrier initial
Le calendrier initial de mise en œuvre proposé par le gouvernement Ayrault en 2013 est le suivant, :
- Courant 2014 : enquête publique sur la partie de Saint-Denis Pleyel à Champigny Centre de la section est ;
- Début 2015 : lancement des travaux sur la partie de Pont de Sèvres à Noisy - Champs de la section sud ;
- 2018 : lancement des travaux sur la partie Pont de Sèvres à Saint-Denis Pleyel de la section ouest ;
- Fin 2018 : lancement des travaux sur la partie Saint-Denis Pleyel à Champigny Centre de la section est ;
- (Avant 2020) : mise en service de la partie de Pont de Sèvres à Noisy - Champs de la section sud. Initialement prévue « pour 2018 »[12] puis repoussée « à l'horizon 2022 » en avril 2015[13], la mise en service a ensuite été repoussée « en 2024 » en janvier 2018[14], « fin 2024 » en avril 2018[15], « dans le courant du premier semestre 2025 »[16] en septembre 2018, puis « fin 2025 » en 2021 à la suite de la pandémie de Covid-19[17] (soit un décalage de l'année de mise en service de presque huit ans de 2018 à fin 2025 sur une période de huit ans entre 2013 et 2021), puis « été 2026 » en novembre 2024[18], puis « fin 2026 » en février 2025[19];
- Avant 2020 : lancement des travaux sur les parties de Pont de Sèvres à Nanterre et de Saint-Denis Pleyel à Rosny-Bois-Perrier de la section nord ;
- Horizon 2024-2025 : mise en service de Pont de Sèvres à Nanterre ;
- Courant 2025[réf. nécessaire] : lancement des travaux de la partie de Nanterre à Saint-Denis Pleyel via La Défense de la section nord ;
- Horizon 2025 : mise en service de la partie de Saint-Denis Pleyel à Rosny-Bois-Perrier ;
- Horizon 2027[réf. nécessaire] : mise en service de la partie de Nanterre à Saint-Denis Pleyel via La Défense de la section nord ;
- Horizon 2030 : mise en service de la partie de Rosny-Bois-Perrier à Champigny Centre de la section nord.

#### Calendrier révisé (2018-2025)
Le 22 février 2018, un nouveau calendrier est annoncé par le Premier ministre, Édouard Philippe :
- Horizon 2024 : mise en service de la section sud de Pont de Sèvres à Noisy - Champs ; en juillet 2021, cette échéance est à nouveau reportée à fin 2025[17].

En mars 2019, Thierry Dallard, président du directoire de la Société du Grand Paris, envisageait que la section ouest pourrait être ouverte seulement en 2035 voire en 2040 en raison des difficultés exceptionnelles rencontrées pour construire la gare de La Défense. Mais en février 2020, la Société du Grand Paris retient un nouvel emplacement, dans le secteur de la Rose de Cherbourg, sous l'avenue du Général-de-Gaulle à Puteaux, pour le point d'arrêt de la ligne 15 à La Défense, ce qui annule le report d'ouverture mais nécessite un nouvel examen du tracé de la ligne dans le secteur et un nouvel appel public à la concurrence, notamment pour les marchés de la conception et de la réalisation.
Le 13 juillet 2023, la Société du Grand Paris attribue un premier marché pour la ligne 15 ouest et prévoit l'ouverture de cette section pour fin 2031.
Au cours de l'Automne 2024, la Société des Grands Projets annonce un nouveau report de la date d'ouverture de la ligne 15 sud. La mise en service du tronçon est annoncé pour la mi-2026.
Mi-février 2025, un nouveau report est publiquement annoncé. L'ouverture est désormais planifiée au quatrième trimestre de l'année 2026, au grands dam des usagers franciliens et promoteurs immobiliers.

#### Calendrier actuel
Le calendrier des mises en service de la ligne 15 selon la SGP est :
- Fin 2026 : mise en service de la section sud de Pont de Sèvres à Noisy - Champs[19].
- à l'horizon 2031 : fin des travaux, mise en service des tronçons Est et Ouest[27].

### Chronologie

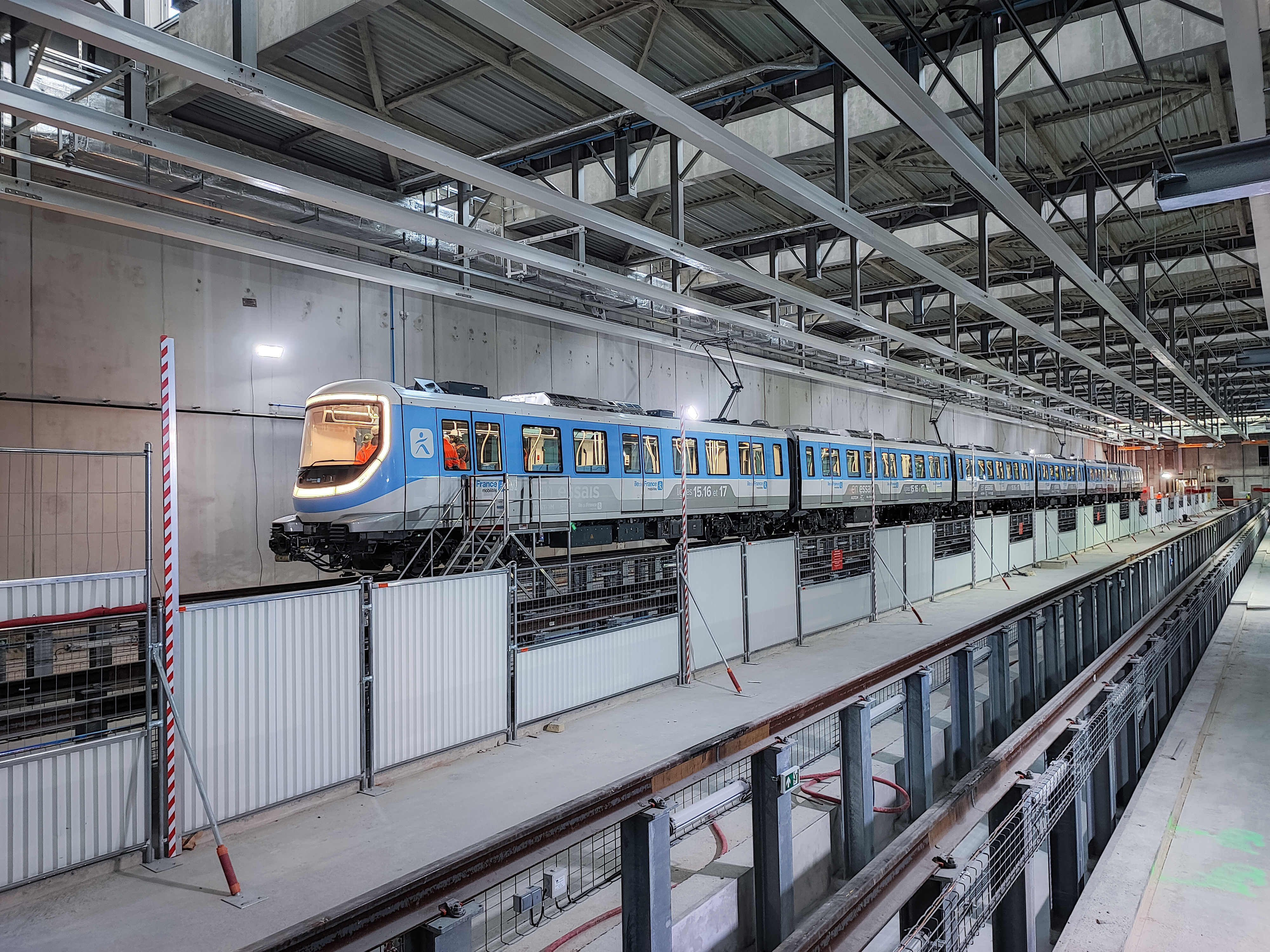
La première rame MR6V au centre de maintenance de Champigny, le 28 novembre 2023, jour de son premier roulage.

- 2012 : Achat par la Société du Grand Paris du centre technique municipal de Champigny, situé à l'emplacement de la future station Champigny-Centre[28] ;
- 2015 : Travaux préparatoires de déviation des réseaux collectifs dans le Val-de-Marne et les Hauts-de-Seine ;
- 4 juin 2016 : KM1, inauguration du chantier à Clamart[29] ;
- 13 février 2017 : L'intégralité de la ligne est déclarée d'utilité publique[30] ;
- 15 juin 2017 : Inauguration de la rue du Docteur Pierre Clerc reliant Villiers-sur-Marne et Champigny-sur-Marne. Cet axe créé sous la maîtrise d'oeuvre de la Société des Grands Projets a vocation de remplacer la partie de la rue Alexandre Fourny qui sera détruite pour laisser place au centre de remisage de Champigny-sur-Marne[31]. La rue Alexandre Fourny est définitivement coupée le 7 janvier 2019[32].
- 1er novembre 2017 : KM2, ripage de la dalle à Arcueil-Cachan[33] ;
- 3 février 2018 : KM3, lancement et baptême du tunnelier Steffie - Orbival au parc départemental du Plateau (Champigny-sur-Marne)[34],[35] ;
- 3 avril 2018 : Le premier tunnelier commence à creuser au parc départemental du Plateau (Champigny-sur-Marne)[36] ;
- 28 novembre 2023 : Premier roulage depuis le centre de maintenance de Champigny[37].
- 4 avril 2024 : Dernière soudure de rails pour la ligne 15 Sud[38].

### Répartition des lots

#### Ligne 15 sud

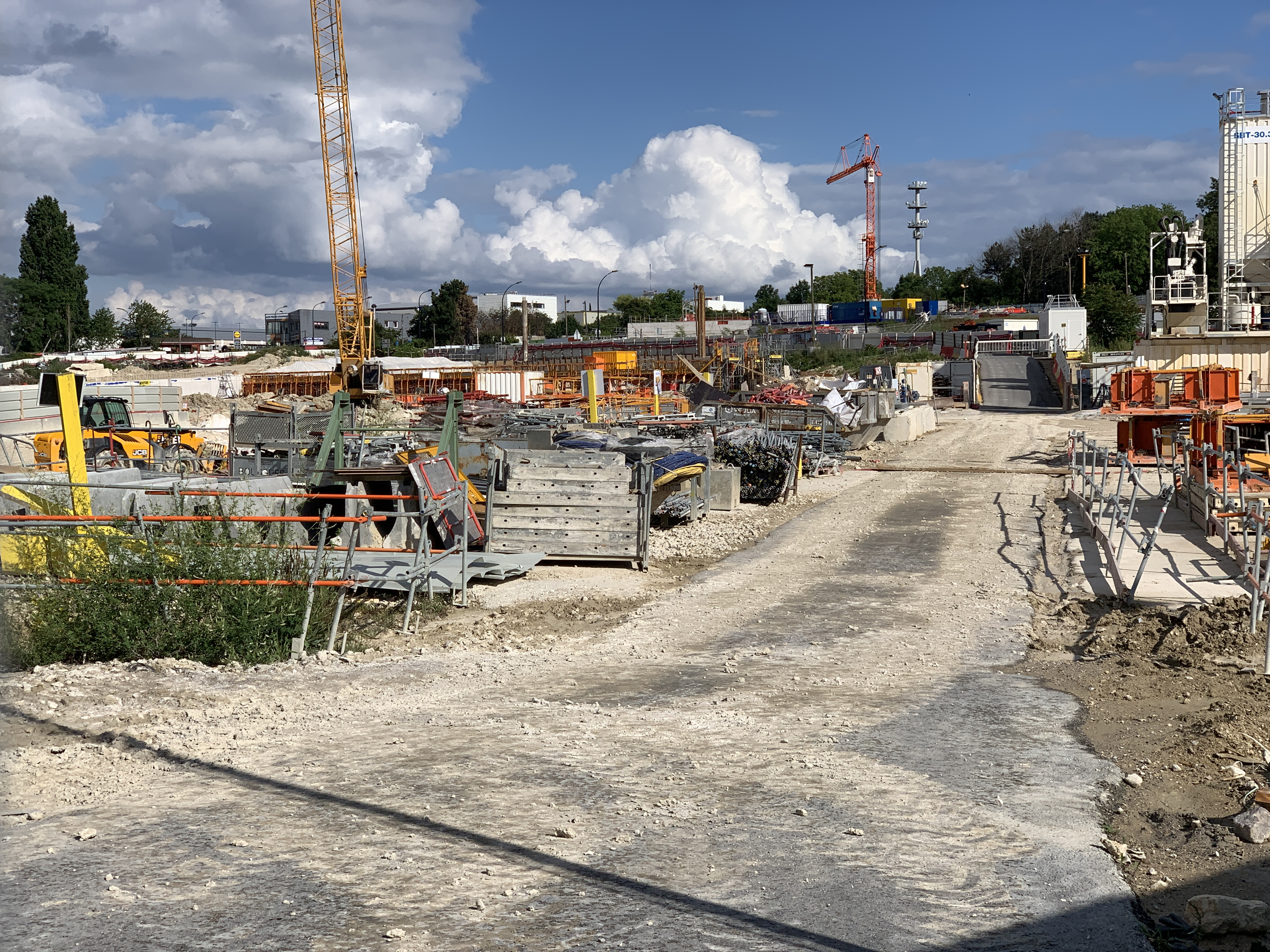
Chantier de construction du site de remisage et de maintenance de Champigny.

La section sud de la ligne 15 a été divisée en huit lots attribués aux entreprises majors du secteur du bâtiment et des travaux publics (BTP) afin d'accélérer la construction des tunnels et des stations. Ils sont ainsi constitués :
- lot T3A : réalisation des travaux du tronçon entre les stations Pont de Sèvres et Clamart, attribuée en juillet 2017 au groupement Bouygues Travaux Publics, avec Soletanche Bachy, Bessac et Sade[40] ;
- lot T3B : construction de la station Clamart, attribuée à Bouygues Travaux Publics (mandataire solidaire) et trois filiales du groupe Soletanche Bachy : Soletanche Bachy France, Soletanche Bachy Pieux et Soletanche Bachy Tunnels en avril 2016[41] ;
- lot T3C : réalisation des travaux du tronçon entre Clamart (exclue) et Villejuif - Louis Aragon (incluse), attribuée à un groupement piloté par Vinci Construction et constitué de Spie Batignolles TPCI, Dodin Campenon Bernard, Vinci Construction France, Spie Fondations et Botte Fondations, pour un montant de 926 M€ HT[42] ;
- lot T2A : réalisation des travaux du tronçon de Villejuif - Louis Aragon (exclue) à Créteil - L'Échat (incluse), attribuée à un groupement piloté par Bouygues TP et constitué de Soletanche Bachy France, Soletanche Bachy Tunnels, BESSAC, SADE et Bouygues TP, pour un montant de 807 M€ HT ;
- lot T2B : réalisation des travaux du tronçon entre Créteil - L'Échat (exclue) et Villiers-Champigny-Bry (incluse) attribuée à Eiffage Génie civil SAS en qualité de mandataire, et à Razel-Bec SAS, pour un montant de 795 M€ HT ;
- lot T2C : réalisation des travaux du tronçon entre Noisy - Champs et Villiers-Champigny-Bry, attribuée au groupement Alliance, piloté par Demathieu Bard Construction, pour un montant de 363 M€ HT ;
- lot T2D : construction de la station Noisy - Champs, attribuée au groupement constitué de Vinci Construction France (mandataire)  Dodin Campenon Bernard, Vinci Construction Grands Projets, SPIE Batignolles TPCI, BOTTE Fondations et SPIE Fondations[43] ;
- lot T2E : construction de l'arrière-station Noisy - Champs, attribuée à un groupement constitué des entreprises Parenge, Dacquin parois moulées et Léon Grosse TP (mandataire du groupement), pour un montant de 51 M€ HT.

## Spécifications

Tracé géographiquement exact du projet actuel complet de ligne 15, prévu à l’horizon 2030 au plus tôt. Paris est représentée au centre.

Les spécifications techniques des matériels roulants de la ligne 15 sont les suivantes, :
- Matériel à grand gabarit (au moins 2,80 m) ;
- Matériel à roulement fer ;
- Les trains auront une longueur de 108 m. Ils seront constitués d'une rame de six voitures avec intercirculation intégrale. Les caisses pourront accueillir jusqu'à 960 voyageurs (sur la base d'un taux de 4 voyageurs par mètre carré). La capacité théorique à l'heure de pointe du matin serait de 34 560 voyageurs par heure[46] ;
- Les trains seront à conduite automatique intégrale ;
- La vitesse maximale des trains sera de 120 km/h[47] ;
- La vitesse commerciale estimée des trains serait de 55 km/h[47] ;
- La captation du courant de traction (1 500 volts courant continu) se fera par pantographe et ligne aérienne de contact[48].

## Tracé et stations

### La section sud de la ligne 15
|  |   |  | Station                    | Coordonnées                 | Zone | Communes                               | Correspondances,                           |
|  | - |  | -------------------------- | --------------------------- | ---- | -------------------------------------- | ------------------------------------------ |
|  | ■ |  | Noisy - Champs             | 48° 50′ 34″ N, 2° 34′ 48″ E | 4    | Noisy-le-Grand Champs-sur-Marne        | existant : en construction : non inscrit : |
|  | • |  | Villiers-Champigny-Bry     | 48° 49′ 26″ N, 2° 31′ 34″ E | 4    | Villiers-sur-Marne Champigny-sur-Marne | programmé :                                |
|  | • |  | Champigny Centre           | 48° 48′ 58″ N, 2° 30′ 08″ E | 3    | Champigny-sur-Marne                    |                                            |
|  | • |  | Saint-Maur - Créteil       | 48° 48′ 25″ N, 2° 28′ 22″ E | 3    | Saint-Maur-des-Fossés                  | Tvm                                        |
|  | • |  | Créteil - L'Échat          | 48° 47′ 43″ N, 2° 26′ 59″ E | 3    | Créteil                                | (M) · (8)                                  |
|  | • |  | Le Vert de Maisons         | 48° 47′ 22″ N, 2° 25′ 57″ E | 3    | Maisons-Alfort, Alfortville            | (RER) · (D)                                |
|  | • |  | Les Ardoines               | 48° 46′ 57″ N, 2° 24′ 31″ E | 3    | Vitry-sur-Seine                        | existant : envisagé : Tzen 5               |
|  | • |  | Mairie de Vitry-sur-Seine  | 48° 47′ 24″ N, 2° 23′ 14″ E | 3    | Vitry-sur-Seine                        | (T) · (9)                                  |
|  | • |  | Villejuif - Louis Aragon   | 48° 47′ 19″ N, 2° 22′ 01″ E | 3    | Villejuif                              | (M) · (7) · (T) · (7)                      |
|  | • |  | Villejuif - Gustave Roussy | 48° 47′ 36″ N, 2° 20′ 57″ E | 3    | Villejuif                              | (M) · (14)                                 |
|  | • |  | Arcueil - Cachan           | 48° 47′ 51″ N, 2° 19′ 42″ E | 3    | Cachan                                 | (RER) · (B)                                |
|  | • |  | Bagneux - Lucie Aubrac     | 48° 48′ 10″ N, 2° 19′ 08″ E | 3    | Bagneux                                | (M) · (4)                                  |
|  | • |  | Châtillon - Montrouge      | 48° 48′ 40″ N, 2° 18′ 09″ E | 3    | Châtillon, Montrouge                   | (M) · (13) · (T) · (6)                     |
|  | • |  | Clamart                    | 48° 48′ 51″ N, 2° 16′ 24″ E | 2    | Issy-les-Moulineaux Vanves, Clamart    | existant : envisagé :                      |
|  | • |  | Issy                       | 48° 49′ 16″ N, 2° 15′ 36″ E | 2    | Issy-les-Moulineaux                    | existant : envisagé :                      |
|  | ■ |  | Pont de Sèvres             | 48° 49′ 38″ N, 2° 13′ 49″ E | 2    | Boulogne-Billancourt                   | (Musée de Sèvres, par la voie publique)    |

La Société du Grand Paris et Jean-Marc Ayrault ont annoncé que le premier tronçon soumis à enquête publique serait le tronçon sud de la ligne 15, correspondant au projet Orbival et à l'ancien projet de ligne rouge (Pont de Sèvres – Noisy - Champs) et que cette enquête serait réalisée en 2013, celles des autres tronçons étant réalisées de 2013 à 2015. Le coût de cette section est de 5,5 milliards d'euros.
En prélude à l'enquête publique, 21 réunions publiques sur le tracé de la ligne 15, appelée alors ligne rouge sud du Grand Paris Express, ont été organisées du 13 septembre au 15 novembre 2012. Le bilan de cette concertation a été publié en avril 2013.

Plan de la section sud de la ligne.

Le financement de la section, d'un montant de 5,3 milliards d'euros, a été autorisé par le conseil de surveillance de la Société du Grand Paris le 15 juillet 2013. Les premiers marchés pour sa réalisation doivent être passés au cours de l'été 2013. L'enquête publique se déroule du 7 octobre au 18 novembre 2013. La commission d’enquête publique a émis un avis favorable à l’unanimité de ses membres, avec deux réserves et 12 recommandations. La déclaration d'utilité publique a été signée le 24 décembre 2014. Les premiers travaux (déviation des réseaux) débutent en mars 2015.
En septembre 2013, la Société du Grand Paris procède à l'attribution des marchés de maîtrise d'œuvre, d’architecture et d'assistance à maîtrise d'ouvrage. Le lot est, Noisy-Champs – Villejuif-Louis-Aragon  (21 km, 7 gares), est attribué à un groupement mené par SYSTRA ; tandis que le lot ouest, Villejuif-Louis-Aragon – Pont-de-Sèvres (12 km, 7 gares), est attribué à un groupement mené par SETEC. En avril 2015, la Société du Grand Paris annonce un retard de deux ans pour la mise en service de ce tronçon, soit en 2022 (au lieu de 2020), en raison d'études géologiques complexes et d'études complémentaires à mener pour des correspondances non prévues initialement. La SGP assure cependant mieux maîtriser le calendrier des tronçons suivants. Le chantier est officiellement inauguré le 4 juin 2016. Le creusement est achevé le 20 décembre 2021.
L'ouverture du tronçon est à nouveau retardée plusieurs fois, d'abord à 2024 pour les jeux olympiques, à l'été 2025, à fin 2025 et finalement à l'été 2026
En moyenne, le parcours entre deux stations sur la section sud de la ligne 15 s'effectuera en 2 minutes et 27 secondes.

#### Tunneliers de la ligne 15 sud
Dix tunneliers au total ont été utilisés pour creuser les onze tronçons de la ligne 15 sud, entre 2018 et 2021. À l'exception du premier, leur nom est choisi par les élèves d'une école ou d’un collège voisin de la zone où ils seront implantés.
| no | Nom de baptême   | Début des travaux                             | Début des travaux | Fin                                             | Fin              | Distance (km) | Notes |
| no | Nom de baptême   | Point d’entrée                                | Date              | Point de sortie                                 | Date             | Distance (km) | Notes |
| -- | ---------------- | --------------------------------------------- | ----------------- | ----------------------------------------------- | ---------------- | ------------- | --- |
| 1  | Steffie-Orbival, | Puits Champigny Plateau (Champigny-sur-Marne) | 3 avril 2018      | Ouvrage Sentier des Marins (Villiers-sur-Marne) | 7 juin 2019      | 2,2           | Creusement terminé. Le tunnelier est de nouveau utilisé pour le creusement de la ligne 17 (5,12 m/jour). |
| 2  | Malala           | Puits Ru de Nesles (Noisy-le-Grand)           | Septembre 2018    | Villiers-Champigny-Bry                          | 10 novembre 2020 | 4,9           | Creusement terminé depuis le 10 novembre 2020.                                                           |
| 8  | Aïcha            | Villiers-Champigny-Bry                        | 7 janvier 2020    | Ouvrage Salengro (Champigny-sur-Marne)          | 22 novembre 2021 | 3,1           | Creusement terminé depuis le 22 novembre 2021.                                                           |
| 6  | Camille          | Créteil - L'Échat                             | Octobre 2019      | Ouvrage Salengro (Champigny-sur-Marne)          | 6 juillet 2021   | 4,2           | Creusement terminé depuis le 6 juillet 2021.                                                             |
| 9  | Marina           | Puits Arrighi (Vitry-sur-Seine)               | Mars 2020         | Créteil - L'Échat                               | 20 décembre 2021 | 2,8           | Creusement terminé depuis le 20 décembre 2021.                                                           |
| 5  | Aby              | Puits Arrighi (Vitry-sur-Seine)               | Juillet 2019      | Villejuif - Louis Aragon                        | 13 octobre 2021  | 4,3           | Creusement terminé depuis le 13 octobre 2021.                                                            |
| 10 | Dieneba          | Ouvrage du Bel-Air                            | 10 février 2021   | SMI de Vitry-sur-Seine                          | 10 décembre 2021 | 1,1           | Creusement terminé depuis le 10 décembre 2021.                                                           |
| 4  | Amandine         | Arcueil - Cachan                              | Fin avril 2019    | Villejuif - Louis Aragon                        | 3 décembre 2020  | 3,4           | Creusement terminé depuis le 3 décembre 2020.                                                            |
| 3A | Ellen,           | Puits Robespierre (Bagneux)                   | 14 février 2019   | Clamart                                         | 28 juillet 2020  | 3,9           | Creusement terminé depuis le 28 juillet 2020 (7,36 m/jour).                                              |
| 3B | Ellen            | Puits Robespierre (Bagneux)                   | 7 décembre 2020   | Arcueil - Cachan                                | 6 avril 2021     | 0,7           | Creusement terminé depuis le 6 avril 2021 (5,83 m/jour).                                                 |
| 7  | Laurence         | Puits Île de Monsieur (Sèvres)                | 8 janvier 2020    | Clamart                                         | 9 novembre 2021  | 4,2           | Creusement terminé depuis le 9 novembre 2021.                                                            |

### La section ouest de la ligne 15
|  |   |  | Station                        | Coordonnées                 | Zone | Communes                         | Correspondances |
|  | - |  | ------------------------------ | --------------------------- | ---- | -------------------------------- | --- |
|  | ■ |  | Pont de Sèvres                 | 48° 49′ 38″ N, 2° 13′ 49″ E | 2    | Boulogne-Billancourt             | (Musée de Sèvres, par la voie publique)                                                                                   |
|  | • |  | Saint-Cloud                    | 48° 50′ 39″ N, 2° 13′ 01″ E | 3    | Saint-Cloud                      | existant : (Parc de Saint-Cloud, par la voie publique) envisagé :                                                         |
|  | • |  | Rueil – Suresnes Mont-Valérien | 48° 52′ 21″ N, 2° 12′ 07″ E | 3    | Rueil-Malmaison                  | |
|  | • |  | Nanterre La Boule              | 48° 53′ 16″ N, 2° 12′ 06″ E | 3    | Nanterre                         | envisagé : |
|  | • |  | Nanterre La Folie              | 48° 53′ 53″ N, 2° 13′ 34″ E | 3    | Nanterre                         | existant : envisagé : |
|  | • |  | La Défense                     | 48° 53′ 22″ N, 2° 14′ 10″ E | 3    | Puteaux                          | (M) · (1) · (RER) · (A) · (E) · Transilien · Ligne L du Transilien · Ligne U du Transilien · (T) · (2)                    |
|  | • |  | Bécon-les-Bruyères             | 48° 54′ 19″ N, 2° 16′ 01″ E | 3    | Courbevoie, Bois-Colombes        | existant : envisagé : |
|  | • |  | Bois-Colombes                  | 48° 54′ 54″ N, 2° 16′ 20″ E | 3    | Bois-Colombes                    | Transilien · Ligne J du Transilien                                                                                        |
|  | • |  | Les Agnettes                   | 48° 55′ 21″ N, 2° 17′ 15″ E | 3    | Asnières-sur-Seine Gennevilliers | (M) · (13) |
|  | • |  | Les Grésillons                 | 48° 55′ 11″ N, 2° 18′ 46″ E | 3    | Gennevilliers                    | existant : envisagé : |
|  | ■ |  | Saint-Denis Pleyel             | 48° 55′ 03″ N, 2° 20′ 48″ E | 2    | Saint-Denis                      | existant : (Stade de France - Saint-Denis) (Carrefour Pleyel) en construction : envisagé: (Stade de France - Saint-Denis) |

Plan de la section ouest de la ligne.

Le 2 avril 2014, la Société du Grand Paris a informé la Commission nationale du débat public (CNDP) des modalités de la concertation qu'elle compte mettre en œuvre sur le tronçon Pont de Sèvres/Saint-Denis Pleyel du réseau de transport du Grand Paris et Jean-Yves Audouin a été nommé par la CNDP garant de cette concertation. Elle s'est déroulée du 11 juin au 12 juillet 2014. L'enquête publique s'est déroulée du 21 septembre au 29 octobre 2015. La déclaration d'utilité publique a été signée le 21 novembre 2016.
La maîtrise d’œuvre de la section ouest de la ligne 15 est attribuée en novembre 2015 à Setec TPI, mandataire d’un groupement composé de Systra et de cinq cabinets d’architecture, chargés de concevoir et de réaliser les gares du tronçon.
Initialement prévue sous le centre commercial Les Quatre Temps, la gare de La Défense est relocalisée par la société du Grand Paris sous la nouvelle tour Hekla. Cette décision résulte de la complexité de construction de la gare, initialement positionnée sous le terrain saturé du quartier d'affaires.
Les travaux préparatoires de la section ouest débutent en 2023, comme à la Défense ou Saint-Cloud,. Contrairement aux autres lignes du Grand Paris express (15 Sud, 16, 17 et 18) où les marchés de conception et réalisation étaient dissociés, ceux de la section ouest (et est) seront en commun dits conception-réalisation. Les notifications des marchés définitifs ont été échelonnées entre l'été 2023 et mi-2024.
La Société des Grands Projets a attribué le 13 juillet 2023 au groupement Intencités15, dont le mandataire est VINCI Construction Grands Projets (réunissant plusieurs filiales de Vinci Construction et de Vinci Energies) le premier tronçon de la ligne 15 Ouest allant des gares de Pont de Sèvres à La Défense. Le marché de conception-réalisation pour le second tronçon des gares de Bécon-les-Bruyères à Saint-Denis – Pleyel est notifié le 29 mai 2024, au groupement d’entreprises NGE – WeBuild – Equans France. La mise en service du tronçon Ouest est prévue fin 2031.

### La section est de la ligne 15
|  |   |  | Station                 | Coordonnées                 | Zone | Communes             | Correspondances |
|  | - |  | ----------------------- | --------------------------- | ---- | -------------------- | --- |
|  | ■ |  | Saint-Denis Pleyel      | 48° 55′ 03″ N, 2° 20′ 48″ E | 2    | Saint-Denis          | existant : (Stade de France - Saint-Denis) (Carrefour Pleyel) en construction : envisagé : (Stade de France - Saint-Denis) |
|  | • |  | Stade de France         | 48° 55′ 05″ N, 2° 21′ 48″ E | 2    | Saint-Denis          | existant : envisagé : |
|  | • |  | Mairie d'Aubervilliers  | 48° 54′ 51″ N, 2° 22′ 55″ E | 2    | Aubervilliers        | (M) · (12) |
|  | • |  | Fort d'Aubervilliers    | 48° 54′ 52″ N, 2° 24′ 19″ E | 2    | Aubervilliers        | (M) · (7) |
|  | • |  | Drancy - Bobigny        | 48° 54′ 57″ N, 2° 25′ 35″ E | 3    | Bobigny, Drancy      | existant : envisagé : |
|  | • |  | Bobigny - Pablo Picasso | 48° 54′ 24″ N, 2° 26′ 53″ E | 3    | Bobigny              | (M) · (5) · (T) · (1) |
|  | • |  | Pont de Bondy           | 48° 54′ 19″ N, 2° 28′ 14″ E | 3    | Bondy, Noisy-le-Sec  | existant : envisagé : Tzen 3                                                                                               |
|  | • |  | Bondy                   | 48° 53′ 39″ N, 2° 28′ 49″ E | 3    | Bondy                | (RER) · (E) · (T) · (4) |
|  | • |  | Rosny-Bois-Perrier      | 48° 52′ 57″ N, 2° 28′ 55″ E | 3    | Rosny-sous-Bois      | (M) · (11) · (RER) · (E)                                                                                                   |
|  | • |  | Val de Fontenay         | 48° 51′ 20″ N, 2° 29′ 22″ E | 3    | Fontenay-sous-Bois   | existant : envisagé : |
|  | • |  | Nogent - Le Perreux     | 48° 50′ 19″ N, 2° 29′ 41″ E | 3    | Le Perreux-sur-Marne | (RER) · (E) |
|  | ■ |  | Champigny Centre        | 48° 48′ 58″ N, 2° 30′ 08″ E | 3    | Champigny-sur-Marne  | |

Plan de la section est de la ligne 15.

À la suite de l'approbation par les conseils du STIF et de la SGP d'une convention transférant la maîtrise d'ouvrage de la ligne 15 est à la Société du Grand Paris, le dossier d'enquête publique a été transmis au préfet de région par la SGP à l'été 2015, pour une enquête qui s'est déroulée du 23 mai au 27 juin 2016. La déclaration d'utilité publique a été signée le 13 février 2017.
La maîtrise d’œuvre de la section est de la ligne 15 est attribuée en novembre 2016 au groupement Koruseo mené par Egis et constitué des entreprises Tractebel Engineering et Ingérop Conseil et Ingénierie. Six cabinets d’architecture sont chargés de concevoir et de réaliser les gares du tronçon.
Dans le cadre de la construction de la ligne 16, une portion de tunnel de 2,4 km de la ligne 15 Est, comprenant la station Stade de France, est en construction depuis 2020.
Les notifications des marchés définitifs ont été échelonnées entre l'été 2023 et début 2024.
Le coût révisé de cette section est s'élève à 5,65 milliards d'euros.
Le premier marché de conception-réalisation de la ligne 15 Est a été attribué le 18 décembre 2023 entre les gares de Bobigny Pablo-Picasso et Nogent - Le Perreux (rejoignant la 15 Sud) au groupement Corea constitué d’Eiffage Génie Civil et huit cabinets d’architecture. Le marché de conception-réalisation pour le second tronçon des gares de Saint-Denis – Pleyel à Drancy – Bobigny a été attribué au groupement Iris mené par Bouygues Travaux Publics le 7 mai 2024. Ce marché comprend deux projets immobiliers directement intégrés aux gares de 
Mairie d’Aubervilliers et Drancy – Bobigny. La mise en service du tronçon Est est prévue fin 2031.
| no | Nom de baptême | Début des travaux           | Début des travaux | Fin                        | Fin             | Distance (km) | Commentaires                                                            | Notes |
| no | Nom de baptême | Point d’entrée              | Date              | Point de sortie            | Date            | Distance (km) | Commentaires                                                            | Notes |
| -- | -------------- | --------------------------- | ----------------- | -------------------------- | --------------- | ------------- | ----------------------------------------------------------------------- | ----- |
| 2B | Sarah          | Puits Agnès (Aubervilliers) | Début 2022        | Ouvrage Finot (Saint-Ouen) | 24 janvier 2023 | 2,4           | Dans le cadre de la construction des lignes 16 et 17 Creusement terminé | Lot 1 |

## Exploitation de la ligne
Le centre d'exploitation et de maintenance de la ligne 15 sud (d'une surface de deux hectares) ainsi que le PCC (Poste de Commandement Centralisé) sont implantés à Champigny, près de la zone des Armoiries. Le site de maintenance des infrastructures est en construction aux Ardoines, à Vitry.

### Schéma d'exploitation de la ligne
En 2019, le choix de l'interopérabilité défini dans le schéma de la ligne est remis en cause par le directeur de la SGP Thierry Dallard qui souhaite imposer une interconnexion avec correspondance à la gare de Champigny. En juin 2019, face aux critiques des élus et d'Île-de-France Mobilités le conseil de surveillance de la SGP décide de revenir à une circulation en rocade et à l'interopérabilité de la ligne.

### Choix de l'exploitant
Contrairement aux autres lignes historiques du métro, le contrat d'exploitation de la ligne 15 fera l'objet d'un appel d'offres public s'inscrivant ainsi dans l'ouverture à la concurrence des transports en commun en Île-de-France. Toutefois, la loi du 3 juin 2010 relative au Grand Paris dispose que la gestion et la maintenance des infrastructures (tunnels, structures, etc.) sera assurée par la RATP.
Île-de-France Mobilités doit proposer à son conseil d'administration du 18 juillet 2023 que la ligne 15 sud soit exploitée par un groupement constitué de RATP Dev, d'Alstom et de ComfortDelGro, à partir de la fin de 2025. Ce groupement nommé ORA, dont RATP Dev est l'actionnaire majoritaire, se voit attribuer le 18 juillet 2023 l'exploitation et la maintenance de la ligne 15 sud par le conseil d’administration d'Île-de-France Mobilités pour une durée de 6 ans prolongeable de 3 ans.

### Matériel roulant

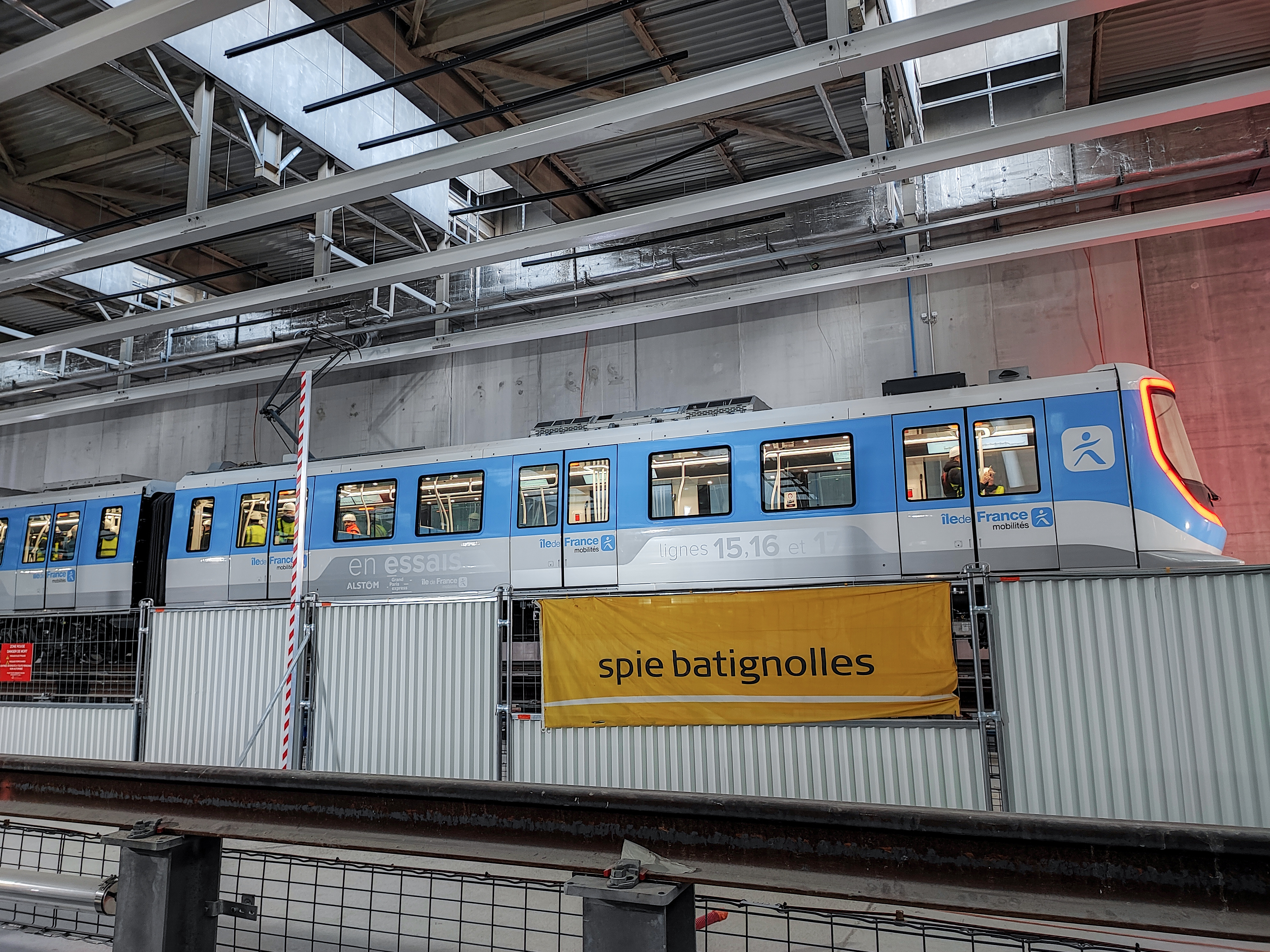
Profil de la première rame MR6V de la ligne 15, dans le futur centre de remisage de Champigny-sur-Marne.

En mai 2018, la SGP annonce que le constructeur Alstom est pressenti pour remporter les contrats concernant les rames des lignes 15, 16 et 17 du Grand Paris Express. Pour la ligne 15, un volume de 133 trains composés de six voitures (soit 798 voitures au total) est mentionné. Le 20 septembre 2018, le contrat est officiellement signé avec Alstom pour la fabrication du matériel roulant pour un coût total s'élevant à 1,3 milliard d'euros et une esquisse du design de ce matériel roulant est dévoilée. Les premières rames, au nom de projet MR6V, sortent d'usine en fin 2021 où elles entament  leurs essais dynamiques dans le centre d’essai ferroviaire d’Alstom à Valenciennes.
Les livraisons des voitures débutent fin juin 2023 avec l'acheminement le 22 juin d'une première voiture au centre de remisage de Champigny-sur-Marne. Une fois la première rame assemblée, les essais statiques seront menés fin août puis ils seront suivis par les essais dynamiques à l'automne.
Pour l'exploitation de la partie sud de la ligne, 27 rames seront acheminées sur une période d'un an.

## Tourisme
À son ouverture en 2026, la ligne 15 devrait desservir notamment :
- Section sud
  - le campus Descartes (Noisy - Champs) ;
  - le musée de la Résistance nationale (Champigny Centre) ;
  - le quartier du Vieux Saint-Maur (Saint-Maur - Créteil) ;
  - le Centre hospitalier universitaire Henri-Mondor (Créteil - L'Échat) ;
  - le musée d'Art contemporain du Val-de-Marne (Mairie de Vitry-sur-Seine) ;
  - le parc départemental des Hautes-Bruyères (Villejuif - Gustave Roussy) ;
  - l'écoquartier du Fort d'Issy (Clamart) ;
  - la salle de spectacle La Seine musicale (Pont de Sèvres).

Dans sa seconde phase, elle devrait desservir :
- Section ouest
  - le quartier de La Défense - Seine-Arche (La Défense) ;
  - la salle polyvalente (manifestations sportives, salle de spectacle) Paris La Défense Arena, (Nanterre La Folie) ;
  - le quartier d'affaires de Pleyel (Saint-Denis Pleyel) ;
- Section est
  - le Stade de France (Stade de France) ;
  - le canal de l'Ourcq (Pont de Bondy) ;
  - le centre commercial Westfield Rosny 2 (Rosny - Bois-Perrier) ;
  - le quartier d'affaires et le centre commercial du Val de Fontenay (Val de Fontenay).